# مقام النبي يعقوب
مقام النبي يعقوب، ويقع في مدينة طولكرم الفلسطينية، هو معلم ومزار ديني تاريخي لأتباع الديانات الإسلامية والمسيحية واليهودية والسامرية على حدٍ سواء، يزوره المسلمون والمسيحيون، ويقتحمه اليهود والمستوطنون الإسرائيليون، يُعد أحد المعالم الدينية والتاريخية في فلسطين، ومن أهم المقامات الدينية والإسلامية في فلسطين، يقع في مدينة طولكرم على بعد حوالي فقط 2 كم من وسط المدينة، حيث أقام نبي الله يعقوب في هذه المنطقة، وتقول الروايات أيضًا أن بصر النبي يعقوب قد عاد إليه في هذه المنطقة عندما سمع بخبر وجود ابنه يوسف على قيد الحياة، كما يضم المقام آثارًا لخُف ناقة النبي يعقوب، وتتولى بلدية طولكرم الإشراف المباشر على المقام وإدارته، ويتألّف المقام من مبنى حجري مكون من طابقين، ويحيط بالمقام ساحاتٍ ومرافق أثريةٍ تاريخيةٍ أخرى.

## خلفية تاريخية
أقام النبي يعقوب وعائلته في مدينة لطولكرم لفترة بسيطة من الزمن، وتقول الروايات أنه وخلال إقامة النبي يعقوب في تلةٍ بالمدينة فقد سمع بخبر وجود ابنه يوسف على قيد الحياة فعاد إليه بصره، فسميت التلة لاحقًا باسم "ارتاح" لأن يعقوب ارتاح وأقام فيها و"ارتاح بصره" في التلة أيضًا حسب ما قيل، وفي ذات التلة فقد جرى إنشاء المقام الذي يعود تاريخيه للعصرين البرونزي والروماني، وفي المنطقة يوجد آثارٌ لخُف ناقة النبي يعقوب.

## وصف المقام
يتكون مبنى المقام من طابقين من الحجر، الطابق الأول "السفلي" ويعود للعصر الروماني، أما الطابق الثاني "العلوي" فهو بناء إسلامي يتكون من غرفتين تعلوهما قبتين ويعود للفترة المملوكية، ويضم الطابق العلوي محراب وسرداب يؤدي للطابق السفلي.
يحيط بالمقام ساحاتٍ ومقبرة قديمة تضم قبور "أولياءٍ صالحين" ومصنعًا تقليديًا للفخار قائمًا حتى اليوم، كما يوجد معصرةٌ رومانية وحمامًا رومانيًا وبركتان مبنيتان من الحجارة تعودا للفترة الرومانية الأولى متوسطة الحجم والثانية صغيرة.
بين الأعوام 2002 و2004 قامت بلدية طولكرم بترميم المقام وتطويره بتمويلٍ من برنامج الأمم المتحدة الإنمائي، كما أنشئت بلدية طولكرم ضمن ساحات المقام متنزهًا يضم مقاعدًا وكافتيريا ومدرجًا صغيرًا للأنشطة والفعاليات المختلفة، حيث يستقبل المقام والمتنزه السياح والزوار بشكلٍ يومي.

## إدارة المقام
تتولى بلدية طولكرم الإشراف المباشر على المقام وإدارته، كما عينت البلدية للمقام حراسًا وعمالًا للنظافة لهذا الخصوص، ووفرت البلدية خدمة الإنترنت الواي فاي المجاني في المقام إلى جانب الدخول المجاني.

## قالوا عن المقام
- قال السياسي الفلسطيني أحمد الشقيري في كتابه "أربعون عامًا في الحياة العربية والدولية" متحدثًا عن زيارته للمقام في صِغره برفقة والدته خلال فترة عيشه بمدينة طولكرم: «وكل ما أذكره أننا نزلنا مع والدتي وبعض السيدات المحجبات في درج إلى قبو تحت الأرض تخيم عليه الظلمة والسكينة والرهبة والبرودة في آن واحد، وقد أخذت أمي تدعو وتتضرع، وأحسب أن العجائز في طولكرم قد أخبرنها أن زيارة هذا المقام والدعاء فيه تجلب الفرج وتدفع الكرب، وما أكثر ما كانت تعانيه أمي من الكرب، شأن الملايين من الأمهات في دنيا العرب والإسلام، كن يمرغن جباههن على عتبات الأضرحة والمقامات!».[11]
- قال المؤرخ الإسرائيلي زيف فيلناي عن المقام: «هنا كان موضع استراحة أبينا يعقوب، والاسم الأصلي للمقام كان "بناء يعقوب"، وهو بناء قديم له قبتان، وبُني الهيكل من حجارة كبيرة».[12]

## موسم النبي يعقوب
كان قديمًا في مدينة طولكرم يُحتَفَلُ بموسم النبي يعقوب ومواسم أخرى "للحصول على البركات"، حيث يقوم سكان المدينة والجوار بزيارة المقام وتقديم النذور وإيقاد الشموع وإضاءة القناديل، يتقدمهم حملة الأعلام وضاربوا الطبول والصنوج.

## أحداث
- 13 مارس 2025: اقتحم مستوطنون إسرائيليون المقام بحمايةٍ مشددةٍ من الجيش الإسرائيلي.[4][5] وفي ذات اليوم تفقد وزير السياحة والآثار الفلسطيني هاني الحايك المقام برفقة رئيس بلدية طولكرم رياض عوض وذلك ردًا على الاقتحام الإسرائيلي، وأكد الحايك أهمية المقام وما يمثله من تاريخٍ مهمٍ للشعب الفلسطيني وموضحًا الإجراءات الإسرائيلية الهادفة لمحاولات السيطرة عليه.[14][15]

## مُلاحظات
- «1»: يُطلق على هذا المقام أحيانًا تسمية شعبية خاطئة باسم "مقام بنات النبي يعقوب" وهي تسمية غير صحيحة،[9] خاصة أن النبي يعقوب ليس لديه سوى ابنة واحدة،[9] وفي هذا الصدد تُوضح وزارة السياحة والآثار الفلسطينية أن هذه التسمية هي مجرد تسمية شعبية متداولة ولا أساس لها من الصحة،[9] كما يوضح المؤرخ الإسرائيلي زيف فيلناي سبب حدوث هذا الخطأ قائلًا أن «الاسم الأصلي للمقام كان "بناء يعقوب" وقد حُرِفت تسميته بالخطأ (لدى البعض) إلى "بنات يعقوب"».[12]